# Scolecithricella orientalis
Scolecithricella orientalis is een eenoogkreeftjessoort uit de familie van de Scolecitrichidae. De wetenschappelijke naam van de soort is voor het eerst geldig gepubliceerd in 1937 door Mori.